# 伊莎·狄爾
伊莎·狄爾（英語：Esha Deol，1981年11月2日—）是印度電影女演員和模特儿，主要出现在宝莱坞电影中。2002年出道，她贏得2003年印度電影觀眾獎的最佳女新人獎。
狄爾的父親是寶萊塢七十年代的动作巨星達曼德拉，母親希瑪·馬連尼亦是一名知名的女演員。她两名同父异母的哥哥辛尼和波比均成為演員。

## 外部連結
- 伊莎·狄爾在互联网电影资料库（IMDb）上的資料（英文）